# Cryptops niloticus
Cryptops niloticus är en mångfotingart som beskrevs av Lewis 1967. Cryptops niloticus ingår i släktet Cryptops och familjen Cryptopidae.
Artens utbredningsområde är:
- Eritrea.
- Sudan.

Inga underarter finns listade i Catalogue of Life.